# لوكا يوفيتش
لوكا يوفيتش (بالصربية: Лука Јовић؛ مواليد 23 ديسمبر 1997) هو لاعب كرة قدم صربي يلعب في مركز الهجوم مع إيه سي ميلان في الدوري الإيطالي، كما يلعب مع منتخب صربيا.

## بدايته المبكرة
وُلد يوفيتش في قرية باتار الصغيرة بالقرب من بيه لينا، وسافا ودرينا. في سن الخامسة، بدأ لعب كرة القدم في لوزنيكا، حيث تمت مراقبته في عام 2004 وعرض عليه اللعب في ميني ماكسي، وهي رابطة تطوير للأطفال الذين تتراوح أعمارهم بين 4 و 12 عامًا في بلغراد. بعد مباراة واحدة فقط حيث سجل يوفيتش ثلاثة أهداف، حصل على والده 50 يورو لكل مباراة لعبها و 2000 دينار لتغطية تكاليف السفر من باتار إلى بلغراد. في واحدة من تلك المباراة تم اكتشافه عن طريق توما ميليسيفيتش، أحد كشافة النجم الأحمر الذي دعاه لخوض تجربه مع النجم الأحمر بلغراد. جذب أسلوبه في اللعب مقارنات مع داركو بانكيف وراداميل فالكاو، الذي هو أيضا قدوته.

## مسيرته الكروية

### النجم الأحمر بلغراد

#### البداية
بحلول عام 2005 سمحت الفرصة ليوفيتش باللعبِ مع نادي النجم الأحمر بلغراد لكنّ والدهُ قرر قي وقتٍ لاحق الذهاب بهِ للتدرب مع نادي بارتيزان الذي حاولَ التوقيع مع يوفيتش فعرض عليه 200 يورو شهريًا لكنّ يوفيتش قرّر في نهاية المطاف البقاء معَ النجم الأحمر.

#### موسم 2013–14
في 28 مايو/أيّار 2014 – كان عمر يوفيتش آنذاك 16 عامًا وخمسة أشهر وخمسة أيام – شارك اللاعب الصربي في أول مباراة رسميّة له مع بلغراد ضدّ نادي فويفودينا في نوفي ساد ونجحَ في كسرِ سجّل ديان ستانكوفيتش كأصغر هداف في مباراة رسميّة في تاريخ النادي. تألّق يوفيتش في آخر مباراة له حينما دخل كبديلٍ ونجحَ بعد دقيقتين فقط من توقيع هدف التعادل لتنتهي المباراة بنتيجة 3–3 والتي كانت كافيّة لمنح النجم الأحمر لقب الدوري الصربي موسمَ 2013–2014.

#### موسم 2014–15
في 18 أكتوبر 2014؛ أصبحَ يوفيتش أصغر لاعب على الإطلاق بعمر 16 عامًا و9 أشهر و25 يومًا يُشارك في مباراة الدربي الصربي محطمًا الرقم القياسي الذي كان مُسجّلًا باسمِ ديان ميلوفانوفيتش الذي كان عمره 17 عامًا وَ6 أشهر في ذلك الوقت. قلّ مستوى يوفيتش بعد ذلك لكنّه عادَ في منتصف الموسم ليوقع ستة أهداف كان أوّلها ضد فويفودينا في مباراة احتفل فيها النجم الأحمر بعيد ميلاده السبعين؛ كما سجّل هدفًا آخر أمام سبارتاك وهدف ثالث حاسم في شِباك فودوفاتش. بالرغمِ من تألقه؛ غابَ يوفيتش عن كأس العالم تحت 20 سنة في نيوزيلندا بسبب الإصابة. بحلول 17 أيّار/مايو 2015؛ وقّع يوفيتش عقدًا لمدة ثلاث سنوات مع النجم الأحمر حتى 2018.

#### موسم 2015–16
من بداية موسم 2015–16؛ صار يوفيتش خيار المدرب الأوّل في الخط الهجومي فنجحَ في التوقيع على 3 أهداف في أول 5 مباريات له كما سجل مرة أخرى ضد هدف الفوز أمام فوسوفاتش وقادَ فريقهُ للفوز أيضًا على سوبوتيكا وكذا سبارتاك.

### بنفيكا

#### موسم 2015–16
في فبراير 2016، وقع يوفيتش مع بطل البرتغال بنفيكا حتى عام 2021. في 9 مارس، شارك لأول مرة مع الفريق الاحتياطي لنادي لفي مباراة التعادل 2–2 ضد سبورتينج دا كوفيلا. لعب لأول مرة مع الفريق الأول في 20 مارس، حيث دخل كبديل في مباراة الفوز 1–0 على بوافيشتا في الدوري البرتغالي الممتاز.

#### موسم 2016–17
في 30 يناير 2017، شارك يوفيتش في مباراته الوحيدة مع الفريق الأول عندما دخل كبديل في الدقيقة 81 ضد فيتوريا سيتوبال.

### آينتراخت فرانكفورت (إعارة)

#### موسم 2017–18
في يونيو 2017، انضم يوفيتش إلى آينتراخت فرانكفورت على سبيل الإعارة لمدة موسمين بينما حصل ناديه الجديد على خيار التوقيع معه بشكل دائم. شارك بخمس مباريات عندما فاز الفريق ببطولة كأس ألمانيا 2017–18، وسجل الهدف الوحيد في مباراة الفوز على شالكه في الدور نصف النهائي في 18 أبريل 2018، لكنه كان بديلاً لم يشارك في المباراة النهائية التي انهت بالفوز بايرن ميونيخ 3–1.

#### موسم 2018–19
أصبح يوفيتش البالغ من العمر 20 عامًا أصغر لاعب يسجل خمسة أهداف في إحدى مباريات البوندسليجا عندما حقق ذلك في مباراة الفوز على أرضه بنتيجة 7–1 على فورتونا دوسلدورف في 19 أكتوبر 2018. في 14 مارس 2019، سجل الهدف الوحيد، وهو هدفه السابع في الموسم، في مباراة الفوز على إنتر ميلان 1–0 ليؤمن التقدم لصالح ناديه إلى ربع نهائي الدوري الأوروبي. وبقيامه بذلك، ساعد آينتراخت في أن يصبح أول نادي ألماني يسجل ثمانية انتصارات في موسم واحد في هذه البطولة.
في 17 أبريل 2019، فعل آينتراخت فرانكفورت بند في عقد يوفيتش ليجعله لاعب دائم مع الفريق حتى 30 يونيو 2023.

### ريال مدريد

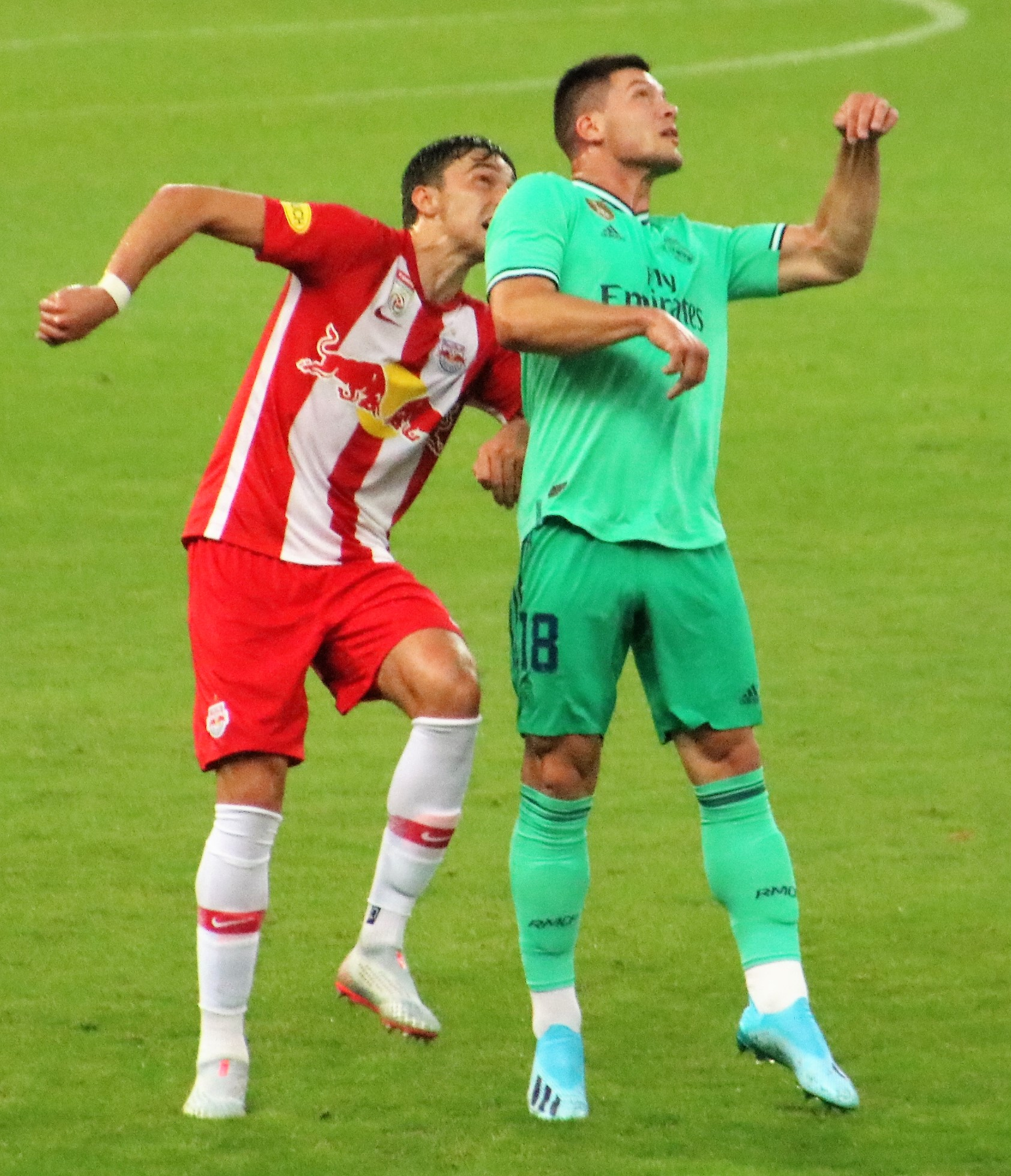
يوفيتش (على يمين) مع ريال مدريد في 2019

في 4 يونيو 2019، وقع يوفيتش مع ريال مدريد مقابل 60 مليون يورو، على عقد مدته ست سنوات. شارك لأول مرة في 17 أغسطس 2019، حيث دخل كبديل في مباراة الفوز 3–1 على سيلتا فيغو. في 30 أكتوبر 2019، سجل هدفه الأول مع النادي في مباراة الفوز 5–0 على ليغانيس.
شارك يوفيتش كأساسي في مباراتي الدور نصف النهائي والنهائي في كأس السوبر الإسباني 2019–20 ضد كل من فالنسيا وأتلتيكو مدريد على التوالي. فاز ريال مدريد في النهائي 4–1 بركلات الترجيح في 12 يناير 2020، ليحصل على أول لقب له مع ريال مدريد. لعب 17 مباراة خلال موسم الدوري، حيث فاز ريال مدريد بلقب الدوري الإسباني لموسم 2019–20.

#### آينتراخت فرانكفورت (إعارة)
في 14 يناير 2021، تمت إعارة يوفيتش إلى آينتراخت فرانكفورت حتى نهاية موسم 2020–21.

### فيورنتينا
في 8 يوليو 2022، أعلن نادي فيورنتينا الإيطالي تعاقده مع يوفيتش.

## مسيرته الدولية

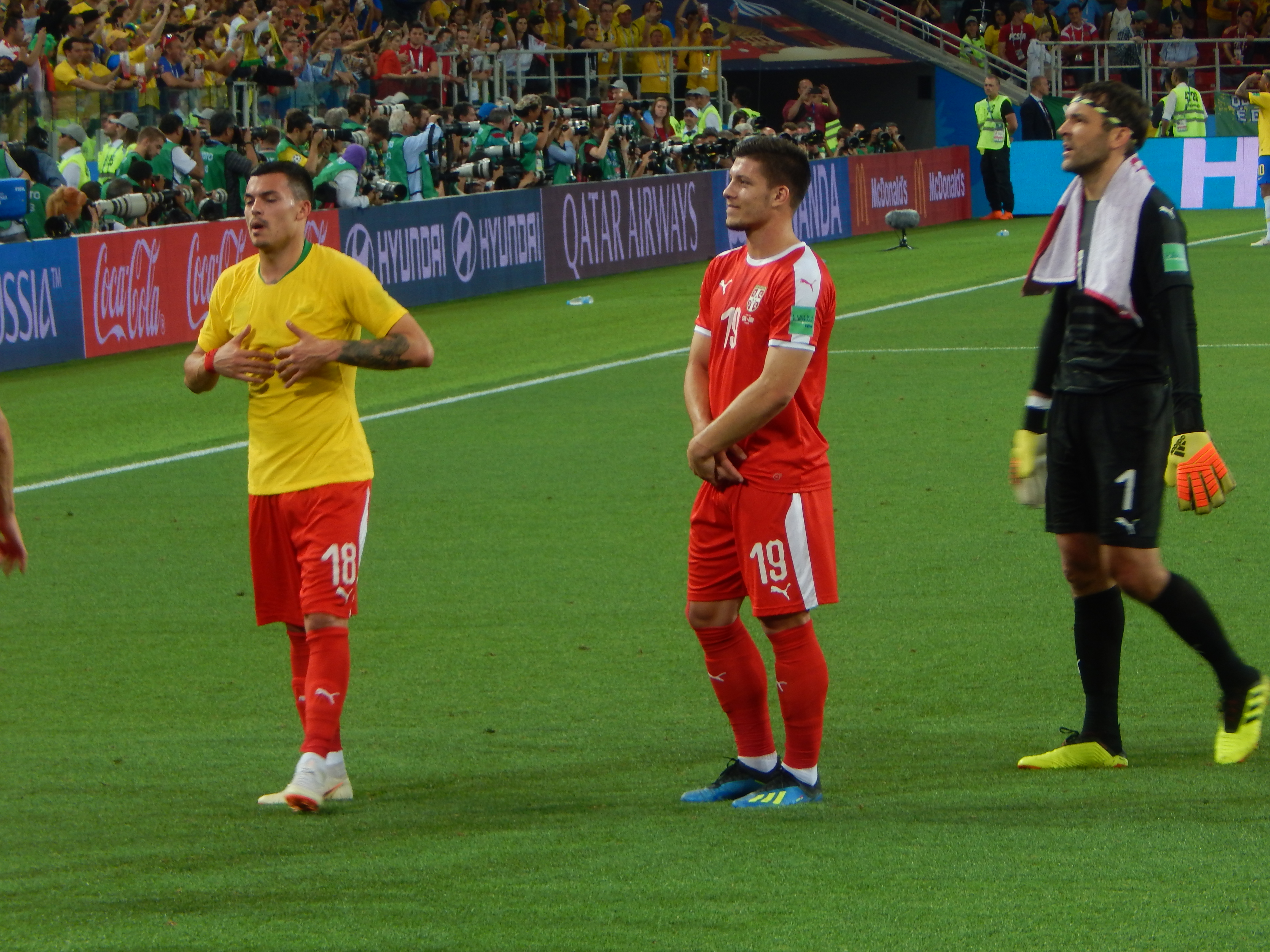
يوفيتش (في وسط) مع صربيا خلال كأس العالم 2018

في 11 ديسمبر 2013، سجل يوفيتش هاتريك مع منتخب صربيا تحت 17 سنة في مباراة الفوز 4–1 على كرواتيا. في يوليو 2014، تم استدعاؤه من قبل مدرب الشباب فيليكو بونوفيتش لتشكيلة منتخب صربيا تحت 19 سنة المشاركة في بطولة أوروبا تحت 19 سنة 2014.
في مايو 2018، تم اختيار يوفيتش ضمن تشكيلة صربيا الأولية المشاركة في كأس العالم 2018 في روسيا. في 4 يونيو، لعب أول مباراة دولية له في مباراة ودية ضد تشيلي، حيث دخل كبديل عن ألكساندر ميتروفيتش في الدقيقة 84. في وقت لاحق من شهر يونيو، تم ضم يوفيتش إلى تشكيلة المنتخب النهائية المكونة من 23 لاعباً لكأس العالم 2018، حيث شارك كبديل ضد البرازيل.
في 20 مارس 2019، سجل يوفيتش هدفه الأول مع صربيا في مباراة ودية ضد ألمانيا.

## حياته الشخصية
عندما كان يوفيتش يبلغ من العمر 10 سنوات، نجت أخته الكبرى من سرطان الدم. وذكر أن تلك الفترة «تركت أثرا على حياتهم» ودفعته ليصبح «مقاتلا مثلها».
في 25 فبراير 2019، أصبح يوفيتش أبًا لديفيد، بعد علاقة غرامية مع صديقته السابقة أنشيلا مانيتاسيفيتش، التي انفصل عنها في عام 2016. اعتبارًا من صيف 2019، كان على علاقة مع عارضة الأزياء الصربية سوفيا ميلوسيفيتش. في 8 سبتمبر 2020، أنجبت ميلوسيفيتش الابن الثاني ليوفيتش، أليكسي. في 18 مارس 2020، وسط جائحة فيروس كورونا، كسر يوفيتش بروتوكول العزل الذاتي في صربيا من خلال سفره من مدريد إلى بلغراد لحضور حفل عيد ميلاد ميلوسيفيتش، مما أثار انتقادات من رئيسة وزراء صربيا آنا برنابيتش.

## الإحصائيات

### النادي
آخر تحديث 8 نوفمبر 2020.
| النادي              | الموسم   | الدوري | الدوري  | الكأس  | الكأس   | كأس الدوري | كأس الدوري | أوروبا | أوروبا  | أخرى1  | أخرى1   | المجموع | المجموع |
| النادي              | الموسم   | الظهور | الأهداف | الظهور | الأهداف | الظهور     | الأهداف    | الظهور | الأهداف | الظهور | الأهداف | الظهور  | الأهداف |
| ------------------- | -------- | ------ | ------- | ------ | ------- | ---------- | ---------- | ------ | ------- | ------ | ------- | ------- | ------- |
| النجم الأحمر بلغراد | 2013–14  | 1      | 1       | 0      | 0       | —          | —          | 0      | 0       | —      | —       | 1       | 1       |
| النجم الأحمر بلغراد | 2014–15  | 22     | 6       | 2      | 0       | —          | —          | 0      | 0       | —      | —       | 24      | 6       |
| النجم الأحمر بلغراد | 2015–16  | 19     | 5       | 2      | 1       | —          | —          | 2      | 0       | —      | —       | 23      | 6       |
| النجم الأحمر بلغراد | المجموع  | 42     | 12      | 4      | 1       | —          | —          | 2      | 0       | —      | —       | 48      | 13      |
| بنفيكا ب            | 2015–16  | 7      | 2       | —      | —       | —          | —          | —      | —       | —      | —       | 7       | 2       |
| بنفيكا ب            | 2016–17  | 11     | 2       | —      | —       | —          | —          | —      | —       | —      | —       | 11      | 2       |
| بنفيكا ب            | المجموع  | 18     | 4       | —      | —       | —          | —          | —      | —       | —      | —       | 18      | 4       |
| بنفيكا              | 2015–16  | 1      | 0       | 0      | 0       | 0          | 0          | 1      | 0       | 0      | 0       | 2       | 0       |
| بنفيكا              | 2016–17  | 1      | 0       | 0      | 0       | 1          | 0          | 0      | 0       | 0      | 0       | 2       | 0       |
| بنفيكا              | المجموع  | 2      | 0       | 0      | 0       | 1          | 0          | 1      | 0       | 0      | 0       | 4       | 0       |
| آينتراخت فرانكفورت  | 2017–18  | 22     | 8       | 5      | 1       | —          | —          | —      | —       | —      | —       | 27      | 9       |
| آينتراخت فرانكفورت  | 2018–19  | 32     | 17      | 1      | 0       | —          | —          | 14     | 10      | 1      | 0       | 48      | 27      |
| آينتراخت فرانكفورت  | المجموع  | 54     | 25      | 6      | 1       | —          | —          | 14     | 10      | 1      | 0       | 75      | 36      |
| ريال مدريد          | 2019–20  | 17     | 2       | 3      | 0       | —          | —          | 4      | 0       | 2      | 0       | 26      | 2       |
| ريال مدريد          | 2020–21  | 4      | 0       | 0      | 0       | —          | —          | 1      | 0       | 0      | 0       | 5       | 0       |
| ريال مدريد          | المجموع  | 54     | 25      | 6      | 1       | —          | —          | 14     | 10      | 1      | 0       | 75      | 36      |
| آينتراخت فرانكفورت  | 2020–21  | 0      | 0       | 0      | 0       | —          | —          | —      | —       | —      | —       | 0       | 0       |
| الإجمالي            | الإجمالي | 137    | 43      | 13     | 2       | 1          | 0          | 23     | 10      | 3      | 0       | 177     | 55      |

1 تشمل كأس السوبر الإسباني.

### المنتخب
آخر تحديث 1 ديسمبر 2020.
| المنتخب الوطني | العام   | الظهور | الأهداف |
| -------------- | ------- | ------ | ------- |
| صربيا          | 2018    | 3      | 0       |
| صربيا          | 2019    | 4      | 2       |
|                | 2020    | 4      | 3       |
| المجموع        | المجموع | 11     | 5       |

#### الأهداف الدولية
جميع الأهداف والنتائج مع منتخب صربيا الأول.
| # | التاريخ        | المكان                              | م  | الخصم    | الهدف | النتيجة              | المسابقة                       |
| - | -------------- | ----------------------------------- | -- | -------- | ----- | -------------------- | ------------------------------ |
| 1 | 20 مارس 2019   | فولكسفاغن أرينا، فولفسبورغ، ألمانيا | 4  | ألمانيا  | 1–0   | 1–1                  | ودية                           |
| 2 | 10 يونيو 2019  | ملعب النجم الأحمر، بلغراد، صربيا    | 6  | ليتوانيا | 3–0   | 4–1                  | تصفيات بطولة أمم أوروبا 2020   |
| 3 | 12 نوفمبر 2020 | ملعب النجم الأحمر، بلغراد، صربيا    | 9  | إسكتلندا | 1–1   | 1–1 (ب.و.إ.) (4–5 p) | تصفيات بطولة أمم أوروبا 2020   |
| 4 | 18 نوفمبر 2020 | ملعب النجم الأحمر، بلغراد، صربيا    | 11 | روسيا    | 2–0   | 5–0                  | دوري الأمم الأوروبية 2020–21 ب |
| 5 | 18 نوفمبر 2020 | ملعب النجم الأحمر، بلغراد، صربيا    | 11 | روسيا    | 4–0   | 5–0                  | دوري الأمم الأوروبية 2020–21 ب |

## الإنجازات

### النادي
النجم الأحمر بلغراد
- الدوري الصربي: 2013–14[45]

 آينتراخت فرانكفورت
- كأس ألمانيا: 2017–18[45]

 ريال مدريد
- الدوري الإسباني: 2019–20[48]، 2021–22[49]
- كأس السوبر الإسباني: 2019–20[50]، 2021–22[51]
- دوري أبطال أوروبا: 2021–22[52]

#### الفردية
- تشكيلة الموسم في الدوري الأوروبي: 2018–19[53]
- فريق العام في الدوري الألماني: 2018–19[54]

## وصلات خارجية
- لوكا يوفيتش على موقع الاتحاد الدولي (مؤرشف)  (الإنجليزية)
- لوكا يوفيتش على موقع الاتحاد الأوربي (الإنجليزية)
- لوكا يوفيتش على موقع إي إس بي إن إف سي (الإنجليزية)
- لوكا يوفيتش على موقع قاعدة بيانات كرة القدم.إي يو (الإنجليزية)
- لوكا يوفيتش على موقع ليكيب (الفرنسية)
- لوكا يوفيتش على موقع ناشيونال فوتبول تيمز (الإنجليزية)
- لوكا يوفيتش على موقع Soccerbase.com (لاعب) (الإنجليزية)
- لوكا يوفيتش على موقع Soccerway.com (الإنجليزية)
- لوكا يوفيتش على موقع عالم كرة القدم.نت (الإنجليزية)
- لوكا يوفيتش على موقع AS.com (الإسبانية)